# Bảo tàng Khảo cổ học ở Wiślica
Bảo tàng Khảo cổ học ở Wiślica (tiếng Ba Lan: Muzeum Archeologiczne w Wiślicy) là một bảo tàng khảo cổ và lịch sử, tọa lạc tại số 32 Phố Quảng trường Solny, Wiślica, Ba Lan. Bảo tàng cách Busko-Zdrój 15 km về phía nam. Trụ sở của Bảo tàng là tòa nhà của Długosz ở Wiślica, được xây dựng vào năm 1460 theo lối kiến trúc Gothic.

## Lược sử hình thành
Bảo tàng Khảo cổ học ở Wiślica được thành lập vào ngày 20 tháng 5 năm 1966 theo khởi xướng của Nhóm nghiên cứu về thời Trung cổ Ba Lan. Từ khi thành lập đến năm 2017, Bảo tàng có tên là Bảo tàng Khu vực ở Wiślica. Sau đó, Bảo tàng được đổi tên thành Bảo tàng Khảo cổ học ở Wiślica và trở thành chi nhánh của Bảo tàng Quốc gia ở Kielce.

## Triển lãm
Phần trưng bày chính của Bảo tàng Khảo cổ học ở Wiślica bao gồm những di tích kiến trúc vô cùng giá trị tạo thành một quần thể di tích lịch sử nhỏ gọn. Từ nửa cuối tháng 10 năm 2009, Bảo tàng bắt đầu triển khai các hoạt động giáo dục nhằm giúp những người trẻ tuổi hiểu biết và quan tâm hơn đến lịch sử thông qua việc tham gia các trò chơi và các hội thảo giáo dục khác nhau.